# Saryshaghan
Saryshaghan är en ort i Kazakstan.   Den ligger i oblystet Qaraghandy, i den centrala delen av landet, 600 km söder om huvudstaden Astana. Saryshaghan ligger 349 meter över havet och antalet invånare är 4 365.
Terrängen runt Saryshaghan är platt.  Trakten runt Saryshaghan är nära nog obefolkad, med mindre än två invånare per kvadratkilometer. Närmaste större samhälle är Priozersk, 11,7 km sydost om Saryshaghan. Trakten runt Saryshaghan består i huvudsak av gräsmarker.